# Batalla de Nahrawan
La batalla de Nahrawan (en árabe معركة النهروان, transliterado M'arkah an-Nahrawān) fue una batalla entre las tropas de Ali Ibn Abi Talib (primer Imamah chiita y cuarto califa sunita) y las jariyitas, comandadas por Abdallah Ibn Wahb al-Rashidi, cerca de Nahrawan, a unos 20 kilómetros de Bagdad.

## Historia
Después de la insatisfactoria conclusión de la Batalla de Siffín, Ali Ibn Abu Tálib se replegó con su ejército a Kufa el 13 de safar del 37 A. H. (~ 30 de julio del 657). Durante la marcha, un grupo de 12 000 hombres se mantuvo a cierta distancia del grueso principal del ejército. Estas huestes, ahora jariyitas jugaron un papel decisivo en la batalla del Camello. Habían comenzado la batalla mientras Alí todavía estaba negociando. Muchos de ellos también habían participado en el asesinato de Uthmán. Habían comenzado muchas batallas temiendo que si se consiguiese la paz, serían detenidos por la muerte de Uthmán.
Los jariyitas, estaban furiosos por la forma en que las cosas habían terminado en Siffín, afirmando que Alí había perdido legitimidad al someterse a arbitraje (que más tarde ni siquiera se respetó).
Cuando el ejército se acercaba a Kufa, los jariyitas acamparon en un pueblo llamado Harura. Empezaron a proclamar que todos los musulmanes eran iguales y nadie podía gobernar sobre otro, denunciando tanto a Ali Ibn Abi Tálib como a Muawiya, mientras pregonaban su creencia en 'La Hukma Illa Lillah', que significa 'Ningún gobierno, excepto por Alá.'
Alí envió a Sa'sa'a ibn Sauhan y a Ziyad ibn Nazr al-Harisi, en compañía de Abd Allah ibn Abbas, para tratar con ellos yendo en persona posteriormente al campamento jariyita, tratando de explicarles que estaban malentendido las palabras 'La Hukma Illa Lillah', y que el aceptar el arbitraje (conversaciones de paz) en Siffín, no habían ido en contra de las enseñanzas del Corán .
Señaló que ellos mismos depusieron sus armas y le obligaron a llamar a Malik al-Ashtar, que estaba a punto de conseguir la victoria. Les recordó que habían presionado para el arbitraje y le habían obligado a designar a Abu Musa al-Ashaari como su representante, después de haber rechazado a los propuestos por Alí, Ibn Abbás y Málik al-Ashtar. Les dijo encontró su comportamiento muy extraño, teniendo en cuenta su participación en la revuelta del ejército en Siffín. Admitieron ante esto, que habían pecado, pero se habían arrepentido y Alí debería hacer lo mismo.
Ali respondió que era un verdadero creyente y no tenía que arrepentirse porque no había cometido ningún pecado. La discusión resultó infructuosa, y los representantes jariyitas abandonaron el encuentro.
Los jariyitas se negaron a aceptar las palabras de Alí y esperaron la decisión de Amr Ibn al-Aas y Abu Musa al-Ashaari. Cuando se enteraron del resultado, decidieron rebelarse y establecer su cuartel general en Nahrawan. Un grupo de simpatizantes de Basora vino a unirse a los rebeldes.
Por otro lado, después de escuchar el veredicto del arbitraje, Alí escribió a los jariyitas que la sentencia dictada por los dos árbitros, en conformidad con los deseos de su corazón, en lugar del Corán y la Sunna no era aceptable para él, y por tanto, había decidido luchar contra Muawiya, y que ahora debían apoyarlo en el aplastamiento de los sirios. Los jariyitas respondieron que cuando había acordado el arbitraje, se había vuelto hereje, pero si admitía su herejía y se arrepentía, pensarían sobre este asunto y decidirían lo que debían hacer. Alí entendió, a partir de su respuesta, que su desobediencia y extravío habían llegado a ser muy graves, y cualquier esperanza de que reconsiderasen su postura era inútil. En consecuencia, les ignoró, acampando en el valle de al-Nujaylah con el objetivo de marchar hacia Siria para luchar contra Muawiya.

## Batalla
Ali ya se había puesto en marcha hacia Siria, cuando recibió la noticia de que los jariyitas habían descuartizado el gobernador de Nahrawan, Abdallah Ibn Jabbab Ibn al-Aratt, y a su criada, según los informes, la desgarraron el vientre con un niño dentro, además de haber matado a tres mujeres de los Banu Tayy y a Umm Sinan as-Saydawiyyah. Ali Ibn Abi Talib envió a al-Harith ibn Murrah al-Abdi para investigar, pero también murió a manos de los jariyitas. Con su rebelión en estas circunstancias, era obvio que Alí tendría que hacer algo. Existía el peligro de que los jariyitas atacasen Kufa mientras él y sus hombres marchaban a Siria, por lo que decidió evitar esta posibilidad. Alí cambió su marcha hacia el este, cruzando el río Tigris, y se aproximó a Nahrawan.
Al llegar, Alí envió un mensajero a los jariyitas exigiendo que aquellas personas que habían asesinado a musulmanes inocentes debían entregarse. Los jariyitas respondieron que todos eran igualmente responsables de matar a estos pecadores.
Existía cierta reticencia entre el ejército de Alí para luchar contra los jariyitas. El mismo Alí no deseaba el derramamiento de sangre de estos fanáticos equivocados, por lo que envió a Abu Ayyub al-Ansari con una oferta de amnistía. Éste declaró: 'Cualquiera que venga bajo esta bandera o se separa de este enfrentamiento y va a Kufa o a al-Mada'in obtendrá la amnistía y no será cuestionado.' Posteriormente Farwah Ibn Nawfal al-Ashja'i dijo que no sabía por qué estaban en guerra contra el califa, y se apartó junto con quinientos hombres. Del mismo modo, un grupo tras otro comenzaron a desertar (y algunos, uniéndose a Ali). Finalmente, sólo el núcleo duro de una fuerza de 1800 recalcitrantes se quedaron bajo el mando de Abdallah Ibn Wahab. Habían matado a Uthmán y a Zubayr Ibn al-Awam y habían entrado en combate en muchas batallas. Los jariyitas que se quedaron juraron que lucharían contra Alí hasta el final. 
El ejército jariyita cruzó el puente de Nahrawan y atacó a Alí. Las crónicas árabes prefieren hablar del "Día de Nahrawan" y el resultado fue una masacre, quedando sólo nueve supervivientes entre los jariyitas y las mismas crónicas señalan que el ejército de Alí sufrió sólo ocho bajas. La batalla tuvo lugar el 9 de safar del 38 A. H. (17 de julio de 658).
Este acontecimiento hizo irreversible el incipiente cisma y fue un jariyita, Abd al-Rahman ibn Mulyam quien vengaría la muerte de sus amigos y parientes caídos en Nahrawan, asesinando en febrero del 661 al califa en Kufa.
Se cuenta que los nueve jariyitas que sobrevivieron a la batalla contra el Imam Alí lograron huir a Basora, Sistán, Jorasán, Omán, Yemen, Tell Mozan y otros lugares, donde tuvieron su descendencia, extendieron sus creencias y reclutaron seguidores. Hoy día, los ibadíes de Omán (y partes de África) y los usulíes, especialmente de Sistán y Kufa, son reconocidos como sus descendientes y seguidores.